# Berchidda
Berchidda är en ort och kommun i provinsen Sassari i regionen Sardinien i Italien. Kommunen hade 2 749 invånare (2017).